# Día del Flamenco
El día del Flamenco es el 16 de noviembre, que conmemora el día en que el flamenco fue nombrado Patrimonio Cultural Inmaterial de la Humanidad de la Unesco

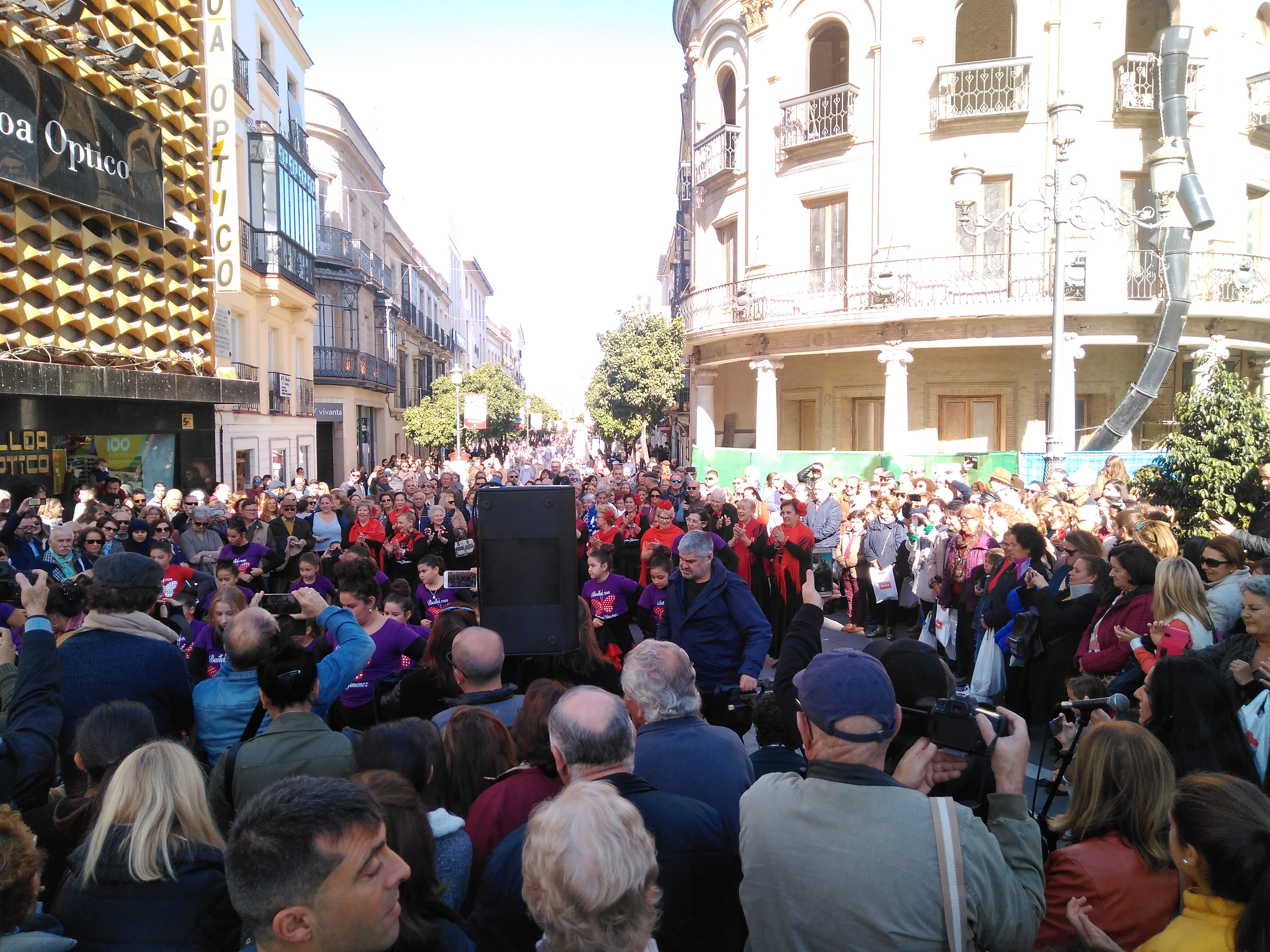
Flashmob flamenco en Jerez para celebrar el Día Internacional del Flamenco 2019

## Objetivos
El nombramiento lo realizó la Junta de Andalucía, con objeto de divulgar el arte. Por ello suelen celebrarse diversos eventos fuera de Andalucía.